# بيت القطيلى (أرحب)

تعديل مصدري - تعديل

بيت القطيلى هي إحدى قرى عزلة المنصور بمديرية أرحب التابعة لمحافظة صنعاء، بلغ تعداد سكانها 196 نسمة حسب تعداد اليمن لعام 2004.